# Autoridad Vasca de Protección de Datos
La Autoridad Vasca de Protección de Datos (en euskera: Datuak Babesteko Euskal Agintaritza) es el organismo público encargado de velar por el cumplimiento de la Ley Orgánica de Protección de Datos Personales y garantía de los derechos digitales en la Comunidad Autónoma del País Vasco. Tiene la forma jurídica de autoridad administrativa independiente, posee personalidad jurídica propia y plena capacidad pública y privada que le permite actuar con independencia de la Administración pública en el ejercicio de sus funciones.

## Creación y misión
La Autoridad fue creada por mandato de la Ley 2/2004, de 25 de febrero, de Ficheros de Datos de Carácter Personal de Titularidad Pública y de Creación de la Agencia Vasca de Protección de Datos. En el año 2023 el organismo pasó a denominarse Autoridad Vasca de Protección de Datos, en virtud de la Ley 16/2023, de 21 de diciembre, de la Autoridad Vasca de Protección de Datos.
Es misión de la Autoridad Vasca de Protección de Datos (AVPD) proteger a las personas frente al tratamiento que los entes públicos hacen de sus datos.Vela porque se garantice un tratamiento adecuado de los datos personales por parte de las Administraciones e Instituciones que conforman el sector público vasco. Además, controla y supervisa el uso que de los datos personales hacen las personas físicas o jurídicas cuando el tratamiento se lleva a cabo para el ejercicio de funciones públicas en materias que son competencia de las administraciones públicas o las entidades de derecho privado que prestan servicios públicos mediante cualquier forma para las mismas.

## Composición
La Autoridad Vasca de Protección de Datos se estructura en un órgano unipersonal, su presidente o presidenta, y un órgano colegiado, su Consejo Consultivo.
La presidencia de la AVPD la dirige, ostenta su representación y dicta sus resoluciones, circulares y directrices. Ejercerá sus funciones con plena independencia y objetividad, y no estará sujeta a instrucción alguna en el desempeño de aquellas. Jerárquicamente subordinadas a su departamento existen unidades administrativas, que en 2024 son las que siguen: secretaría general, asesoría jurídica e inspección y unidad de evaluación de impactos tecnológicos y riesgos de seguridad.
El consejo consultivo es un órgano colegiado de asesoramiento a la presidencia, cuya composición se encuentra regulada en la propia Ley que regula el régimen jurídico de la AVPD. Las competencias del consejo consultivo también se encuentran recogidas en el Estatuto de la Autoridad.

## Presidencias de la AVPD
- Unai Aberasturi (Desde 2023-).[7]
- Margarita Uria (2016-2023).[8]
- Iñaki Pariente de Prada (2012-2016).[9]
- Iñaki Vicuña de Nicolás (2004-2012).[10]

## Funciones
El artículo 6 de la Ley 16/2023, de 21 de diciembre, de la Autoridad Vasca de Protección de Datos, dispone que ejercerá las funciones establecidas y las potestades previstas, respectivamente, en los artículos 57 y 58 del Reglamento (UE) 2016/679, en los artículos 49 y 50 de la Ley Orgánica 7/2021, de 26 de mayo, así como las previstas en esta ley. Asimismo, ejercerá cuantas competencias le sean legalmente atribuidas.

## Actividades
La AVPD atiende consultas relacionadas con la protección de datos personales y participa en acciones de difusión y formación para dar a conocer los derechos reconocidos en la normativa que rige esta materia, aumentar la conciencia pública acerca del valor de la privacidad y fomentar que las Administraciones Públicas Vascas la respeten en su actividad cotidiana.
Para el desempeño de su función, la Autoridad desarrolla diversas actividades, a saber: la tutela de derechos, instrucción de expedientes de infracción, difusión de buenas prácticas, asesoramiento a los entes públicos, etc.
Las actividades de la AVPD se recogen en memorias de actividades de carácter anual disponibles en la página web de la organización.